# Ovsiy Hrihorovich Liberman

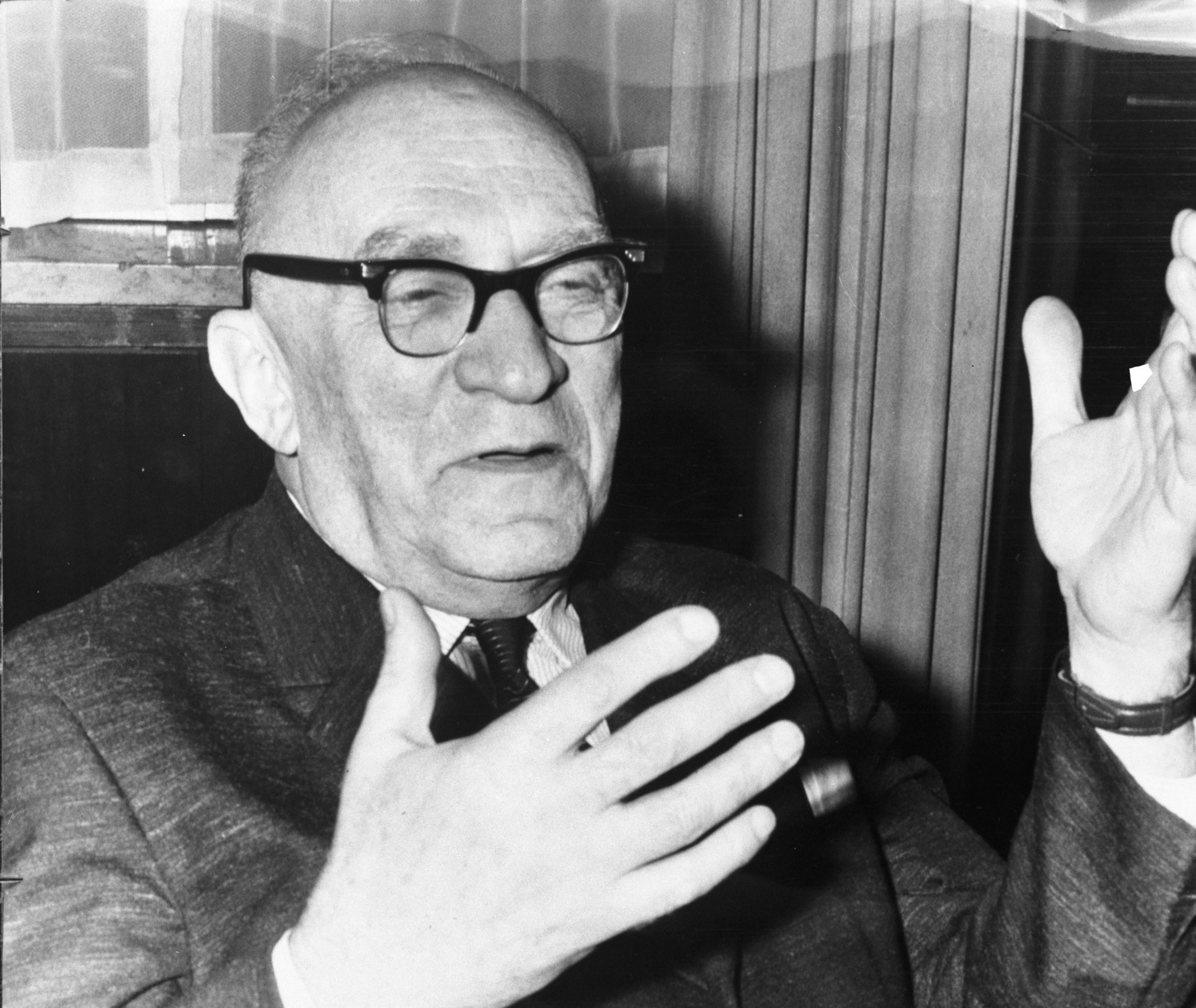
Evséi Libermán en 1967

Ovsiy Hrihórovich o Jrijórovich Libermán (en ucraniano: Овсій Григорович Ліберман), en ruso transliterado Yevséi (Evséi) o Yevsey (Evsey) Grigórievich o Grigór'evich Liberman (Евсей Григорьевич Либерман) (2 de diciembre de 1897 - 11 de noviembre de 1983) fue un economista soviético de origen judeo-ucraniano que vivió en su pueblo natal de Slavuta, así como en la antigua capital de soviética de Moscú.
Fue profesor tanto en el Instituto Soviético del Trabajo como en el de Tecnología, así como en la Universidad Estatal de Járkov (Járkov en ucraniano, la segunda ciudad en importancia de su república natal, detrás de Kiev).
Se volvió famoso -y finalmente influyente- en la URSS al proponer el incremento de la producción industrial mediante la implantación de nuevos métodos de administración empresarial dentro de la planificación económica marxista (derivada a su vez del sistema político que el régimen soviético denominaba “centralismo democrático”).
Comenzó a esbozar sus ideas, en las fábricas o plantas soviéticas, en una revista llamada Bolshevik (“Bolchevique”), principal órgano de teoría política del Comité Central del Partido Comunista de la Unión Soviética. Liberman escribiría artículos en esa publicación entre 1956 y 1959. Su disertación final iría tomando forma en el artículo “Plan, beneficios y primas”, el cual sería publicado por el periódico oficial soviético Pravda en 1962. Eso contribuiría a elevar su prestigio como economista, por lo que llegaría a ser consejero de Nikita Jrushchov. Además, ese trabajo sería la base para las reformas económicas que intentaría implantar en 1965 el por entonces flamante régimen de Leonid Brézhnev. A partir de allí, Liberman llegaría a ser muy influyente dentro de la Unión Soviética y los países del denominado Bloque del Este.
En esencia, Liberman exponía que la rentabilidad de las empresas estatales debía ser conseguida mediante el incremento de la productividad (lo que indirectamente redundaría en el incremento de los salarios reales) y a través de las primas derivadas de la venta o colocación de productos. De esa manera, contradecía una muy difundida idea entre los economistas soviéticos, polacos, húngaros, etc. de mediados de la década de 1950: la de exigir cuotas de producción preestablecidas, a través de los omnipresentes planes quinquenales (símbolo inequívoco de la planificación centralizada). Asimismo, Liberman se oponía al excesivo otorgamiento de subsidios estatales que intentasen compensar la ineficiencia de algunas las fábricas.
Las reformas económicas implementadas a partir de sus ideas tendieron a revitalizar la economía de la URSS durante la década de 1960, antes de la posterior desaceleración que desembocaría en el prolongado período del “estancamiento brezhneviano”. El principal problema era que sus renovadores consejos sólo fueron aplicados, de manera experimental en unas 400 empresas “testimoniales”, mientras que el resto de ellas (que correspondían a la mayor parte de la economía soviética) siguieron virtualmente “atadas” a la inveterada “burocracia inercial” de los planes quinquenales, los que contribuían a que aquellas siguiesen tendiendo a ser ineficientes.
Tan sólo la pequeña Estonia presentó mejoras económicas significativas y mensurables al respecto, lo que no era una mera casualidad: esta, la menos poblada de las entonces repúblicas socialistas soviéticas había sido utilizada a propósito como “laboratorio social” para implementar las nuevas medidas de relativa descentralización económica propuestas por Liberman. Además, esta república báltica, así como las otras, Letonia y Lituania (que habían sido anexadas a la URSS -por la fuerza- por Iósif Stalin en 1940) tenían ya de por sí un nivel de vida notable o visiblemente más alto que el resto del gigantesco país y eran -al decir de algunos soviéticos- “la ventana de la URSS hacia Europa”. Por otro lado, los conceptos elaborados por Liberman también serían implementados en algunos otros países detrás de la denominada Cortina de Hierro, aunque otros países minimizaron su aplicación como la Alemania Oriental, Rumanía o Yugoslavia.
Unos veinte años más tarde, particularmente entre 1986 y 1987, quien fuera el último dirigente soviético, Mijaíl Gorbachov, intentaría llevar a cabo reformas económicas estructurales similares, mediante su política de perestroika. En este caso, también se intentarían realizar cambios a nivel de gestión empresarial, de los que Liberman había resultado ser un auténtico precursor. Incluso habría una tímida apertura al capital extranjero, como quedó simbólicamente demostrado con la inauguración, en Moscú durante 1987, del primer local soviético de la cadena de hamburgueserías de origen estadounidense McDonald's (en su momento el mayor del mundo).
No obstante, la historia terminaría confirmando que el estancamiento en el que se encontraba la economía soviética era peor del que los dirigentes de la Unión Soviética y los sovietólogos occidentales pensaban y que ya era demasiado tarde para implementar reformas de ese tipo que devolviesen un crecimiento sostenido (el cual, a su vez, le permitiese finalmente al régimen soviético intentar proyectarse en el mediano y hasta el largo plazo). En particular, algunos analistas han llegado a sugerir que, si no hubiese sido por sus inspiradoras y en su momento renovadoras ideas, la situación económica de esos países se hubiese deteriorado de una manera dramática, ya que las economías de planificación centralizada de los regímenes marxistas de Europa Oriental probablemente se hubiesen comenzado a estancar incluso años antes del momento en el que efectivamente comenzaron a hacerlo.

## Obras
Los nombres en castellano de sus escritos más destacados son:
- “Estructura del balance de una empresa industrial” (1948).
- “Medios para elevar la rentabilidad de las empresas socialistas” (1956).
- “Análisis de la utilización de recursos” (1963).
- “Plan y beneficios para la economía soviética” (1965).
- “La planificación del socialismo” (1967).